# Taarab
Taarab, auch Tarabu, Twarab, (von arabisch طرب tarab, DMG ṭarab ‚Heiterkeit‘) ist ein Musikstil, der sich unter der Swahili-Gesellschaft auf der Insel Sansibar entwickelt hat und Elemente der arabischen, indischen und afrikanischen Musik kombiniert. Taarab ist dort und entlang der ostafrikanischen Küste von Tansania und Kenia verbreitet.
Zentren des Taarab sind Sansibar, Mombasa, Daressalam und Tanga. Taarab kommt außerdem auf den Komoren vor. In den 1960er Jahren wurden auch in Burundi einige Taarab-Ensembles gegründet.

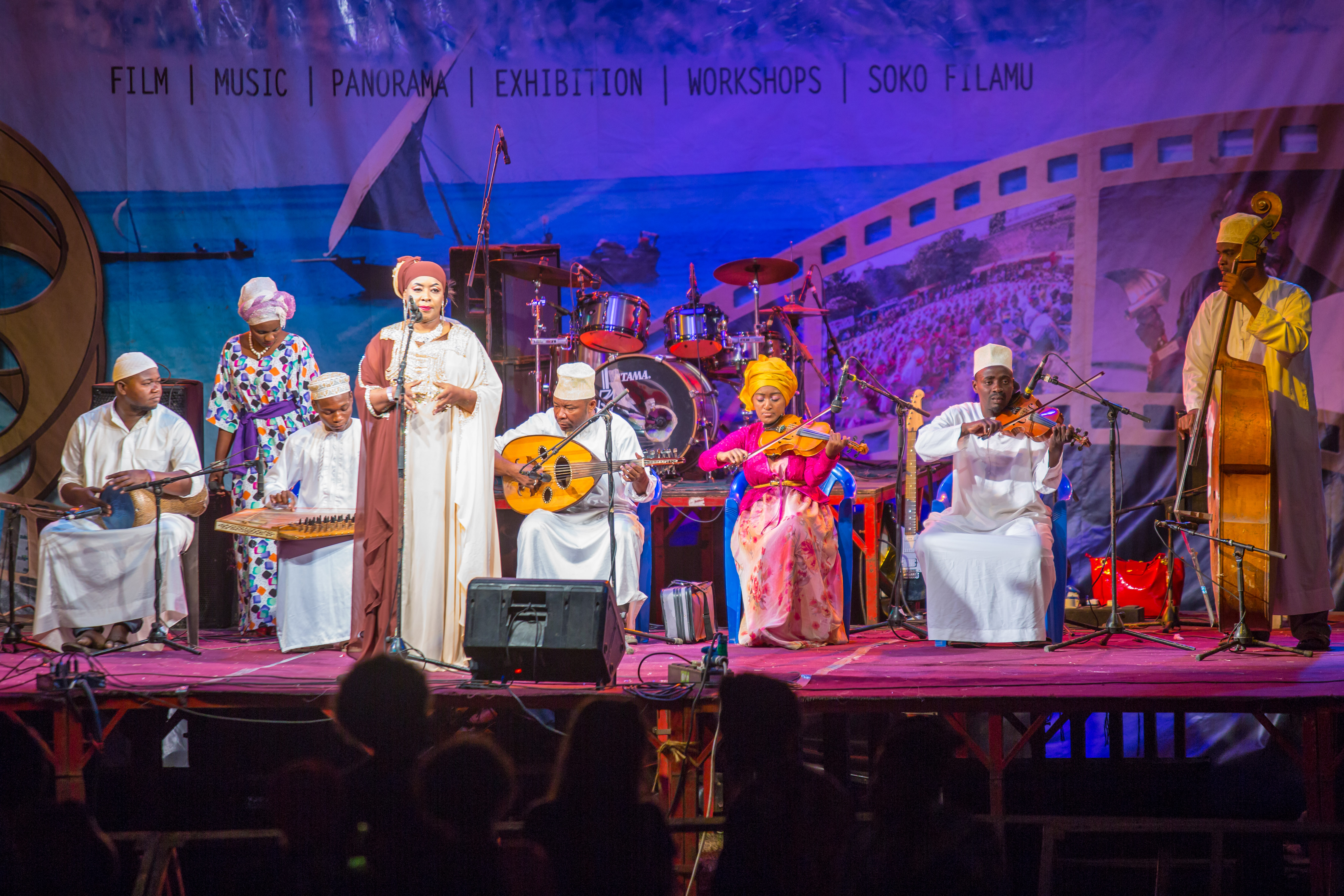
Taarab-Ensemble aus Sansibar

## Geschichte und Etymologie
Taarab ist vom arabischen Wort tarab abgeleitet, mit dem eine besondere Stimmung beim Zuhören der klassischen und populären arabischen Musik bezeichnet wird. Die Wurzel trb bedeutet Gefühlserregung, Emotion oder feinsinniges Vergnügen, hervorgerufen durch die Musik. Auf Arabisch ist tarab kein Begriff für eine spezifische Musikgattung. Auf Swahili sind tarabu und twarab neben taarab ebenfalls gebräuchliche Synonyme. Die Verbindung mit arabu (Araber) wie auch mit ustaarabu (zivilisiert sein) geht fehl. Vielmehr trifft man die Definitionen: „Musik der Küste, zu der nicht getanzt wird“ bzw. „music of gambusi and zeze, accompanied by singers“. Gambusi (vgl. gambus) und zeze sind ältere Swahili-Saiteninstrumente.
Etwa ab 1870 wurde am Hof der Sultane in Sansibar Musik gespielt, die der Taarab-Musik zuzurechnen ist. Sie entstand aus einer Vermischung arabischer und afrikanischer Elemente; erst ab 1880 lassen sich auch indische Stilelemente nachweisen. Ab 1900 förderte Sultan Hammud ibn Muhammad ibn Said die Gründung der ersten Taarab-Clubs nach dem Vorbild anderer Musik-Clubs im Mittleren Osten. Einer der ersten Clubs war 1905 Ikhwani Safaa in Sansibar. Wahrscheinlich ging der Begriff Taarab in den 1930er Jahren in den Swahili-Wortschatz ein, da zu der Zeit arabisch-ägyptisch geprägte Musik auf Schallplatte und in ägyptischen Musikfilmen einer breiteren Öffentlichkeit zugänglich gemacht wurden.
Taarab weist exemplarisch das Aufeinandertreffen afrikanischer und arabisch-islamischer Musizierpraktiken an der ostafrikanischen Küste auf. Beide sind insofern nur schwer voneinander zu trennen, denn die Kontakte zwischen der arabischen Halbinsel und der ostafrikanischen Küste dauern mittlerweile tausend Jahre. Taarab ist der musikalische Ausdruck einer Swahili-Identität, die das Ergebnis aus der gegenseitigen kulturellen Beeinflussung am Indischen Ozean ist.
Hochzeitsfeiern gehören zu den häufigsten traditionellen Anlässen für Taarab-Aufführungen. Daneben wird Taarab auch in Bars und öffentlichen Plätzen gespielt und erfährt Veränderungsprozesse, nicht zuletzt durch die Musikindustrie und die immer schnellere Verbreitung und Vermischung von Stilrichtungen im Zuge der Globalisierung.

## Instrumente
Taarab wird von einem Orchester gespielt, das europäische, arabische und afrikanische Musikinstrumente umfasst. Gespielt werden mehrere Violinen, Cello, Kontrabass, Pianoakkordeon oder Harmonium, die arabische Zither kanun, die arabische Längsflöte nay, die Kurzhalslaute ʿūd, afrikanische Trommeln ngoma und weitere Perkussionsinstrumente. Hinzu kommen Sologesang und häufig ein Chor aus mehreren Frauenstimmen. Das bekannteste Taarab-Orchester ist der Culture Musical Club, der sich 1958 gründete. Es tritt mit bis zu 25 Musikern und einem Dutzend Sängerinnen auf.

## Sansibar
Musiker aus Sansibar datieren die Anfänge von Taarab gemeinhin in die Zeit von Sultan Barghasch ibn Said (1870–1888). Damals soll der Sultan Musiker nach Kairo geschickt haben, damit sie dort das Kanun-Spiel erlernen. Im Sultanshof traten regelmäßig Musiker aus der islamischen Welt und Indien auf. Diese Auftritte erfreuten sich großer Beliebtheit und mögen einen Grundstein für die Entwicklung von Taarab gelegt haben. In der Herrschaftszeit Ali bin Hamads (1902–1919) holte man sich Taarab-Lehrer an den Hof. Sie kamen aus Ägypten und brachten Schallplatten mit, die den Suahelimusikern als Vorlage gedient haben sollen, eigene Lieder zu schaffen. Somit meldet der Musikethnologe Werner Gräbner in seiner Forschung einen ägyptischen Einfluss an, der aber neben den Erfahrungen aus der Vorzeit, den heimischen Traditionen und weiteren Einflüssen nur ein kleiner Teil des Ganzen ist.
In diese Zeit fallen ebenfalls Gründungen von Musikklubs und arabische Musik auf Schallplatten nahm weiter Einfluss auf die musikalischen Entwicklungen. Durch die Einnahmen der Musikklubs konnte man sich neben professionellen Musikern auch ausländische Instrumente leisten (Oud, Kanun, Violine). In der Tat entwickelten sich größere Ensembles, die bis heute ein Kennzeichen des spezifisch sansibarischen Taarabs sind.
Die Musiker suchten nach wie vor andere Städte auf, um dort weiter zu lernen, wodurch die Stile immer wieder Wandlungsprozessen unterworfen sind. Besonders beliebte Musiker aus dem islamischen Raum wirkten hier stilbildend. Die bekanntesten sansibarischen Musiker unternahmen ab den 1930er Jahren Reisen (v. a. nach Indien), wo sie Schallplatten produzierten und wiederum neue Einflüsse mitbrachten. Die beiden herausragenden Persönlichkeiten des sansibarischen Taarab waren Siti binti Saad (1880–1950) und Bi Kidude (ca. 1910–2013).
In zwei musikalischen Porträts aus dem Jahr 2005 sendete der britische Hörfunksender BBC Radio 3 Interviews mit dem Musikethnologen Werner Gräbner zur Taarab-Musik auf Sansibar.

## Kenia

### Lamu
Bwana Zena und vor allem Mohamed Kijumwa waren bekannte Musiklehrmeister und Dichter. Die traditionsreiche Swahilidichtung wurde gesungen deklamiert, woraus die Kombination zwischen Dichtung und Musik als untrennbares Ganzes hervorgeht. Nach Gräbner war aufgrund der im Swahili gebräuchlichen Bezeichnung für Taarab (mutribu, wörtlich: derjenige, der bezaubert) diese Musik als Instrumentalmusik ohne Gesang nicht vorstellbar; der Liedtext war integraler Bestandteil der Aufführung.
Solche Gungu-Lieder waren auch Bestandteile entsprechender Tanzformen, wobei die Rolle des Tanzes und die Aufführungspraxis je nach Kontext unterschiedlich sind. Kijumwa und die Tradition der Gungu-Lieder werden von Gräbner als eine Quelle für den zeitgenössischen Taarab angesehen.
Eine weitere Tradition aus Lamu ist die kinanda-Aufführungspraxis. Es gibt wohl zwei Formen von kinanda: eine, die getanzt wird und eine, zu der nicht getanzt wird. Die kinanda-Aufführungspraxis hat ein stark interaktionales Moment, wie es auch aus anderen afrikanischen Liedkulturen bekannt ist.
Kinanda (ursprünglich Laute, zumindest Saiteninstrument) steht heute auch für Tasteninstrumente wie das indische Harmonium, Akkordeon und Keyboards. Ein sprachlich manifestierter Hinweis dafür, so Gräbner, dass die neuen Instrumente, die aufgrund stärker werdender, ökonomischer und dadurch auch kultureller Kontakte die ursprüngliche Laute ablösten.
Des Weiteren zählt Gräbner zu möglichen und nachweisbaren Einflussfaktoren auf Taarab den Import von Schallplatten mit Musik aus Kuwait und Ägypten. Da sich die kuwaitische Musik großer Beliebtheit erfreute, kamen auch kuwaitische Musiker nach Lamu. Die Musik aus Kuwait ist nach Gräbner so beliebt, „weil im Bereich des Rhythmus große Ähnlichkeiten zwischen den in Kuwait und den in Lamu üblichen Tänzen bestehen. Eine Erklärung hierfür bietet sich an: In Kuwait und im südlichen Irak leben zahlreiche Afrikaner (ehemalige Sklaven), die mit ihrer Musik auch auf die Musik der arabischen Bevölkerung Einfluss hatten.“
Den Hauptanlass für Taarab-Aufführungen bildeten Hochzeiten. Heute gibt es, vor allem bedingt durch den wirtschaftlichen Zusammenbruch Lamus nach dem Zweiten Weltkrieg, kaum noch professionelle Musiker in Lamu.

### Mombasa
Die Hafenstadt Mombasa war schon länger Sitz von Plattenfirmen und einer Radiostation, so dass sich auch hier für Taarab-Musiker Verdienstmöglichkeiten eröffneten. Diese musikalische Professionalisierung begünstigte in besonderer Weise qualitative musikalische Entwicklungen.
In Mombasa ist aber weniger der islamisch beeinflusste Taarab populär, sondern der Taarab indischer Prägung, der mit Harmonium und später auch mit Akkordeon, heute sogar mit Keyboard zusätzlich instrumentiert ist. Die Beliebtheit des indisch-pakistanischen Stils begründet Gräbner vor allem mit dem starken ökonomischen Kontakt nach Indien, was der Einfluss der indischen Musikfilme besonders verstärkte. In den ab 1910 gegründeten Musikklubs blühte der Taarab in Mombasa auf, der im Übrigen ab den 1920er Jahren mehrheitlich mit weiblichen Singstimmen aufgeführt wurde.

## Tansania

### Daressalam
Auch in Daressalam prägten ab den 1920er Jahren Musikklubs das städtische Musikleben. Die Mitglieder dieser Klubs waren in der Regel ältere und angesehene Araber und auch Swahili. Hier überwog das Interesse an Taarab ägyptischer Prägung, was auch mit der großen Beliebtheit eingeführter ägyptischer Musikfilme ab den 1930er Jahren zusammenhängt.
In der Folge entwickelten sich in Daressalam größere unterschiedlich besetzte Ensembles (Geigen, ūd, Mandoline, kanūn, Harmonium, Akkordeon, Klarinette, Trommeln, abwechselnde Gesangssolisten, Chor), die sich später einfach nur Tanzbands nannten. Seit der Unabhängigkeit des Landes gibt es dort viele Tanzbands (mit elektrischen Keyboards, E-Gitarren und Trommeln), aber wenige Profimusiker, aufgrund schlechter wirtschaftlicher Verhältnisse.

### Tanga
In Tanga existierten ebenfalls Musikklubs, in denen in den 1960er Jahren die Sängerin Shakila auf sich aufmerksam machte. Ihr Gesang war ein arabisch-indischer Cross-over, begleitet von Akkordeon, Orgel, E-Bass und zwei E-Gitarren. Die Musik wurde nun nicht mehr nur bei Hochzeiten aufgeführt, sondern hatte den Markt auch über Radio und Schallplatte erobert. So konnte sich die Musik mit ihren Texten auch stärker mit gesellschaftspolitisch relevanten Fragen auseinandersetzen. Im Taarab, der oft nur als „Swahili love songs“ charakterisiert wird, ist es aber ohnehin üblich, dass alle Bereiche des Lebens thematisch von den Texten erfasst werden.